# Anomala knapperti
Anomala knapperti är en skalbaggsart som beskrevs av Ohaus 1916. Anomala knapperti ingår i släktet Anomala och familjen Rutelidae. Inga underarter finns listade i Catalogue of Life.